# Sphenomorphus jobiensis
Sphenomorphus jobiensis är en ödleart som beskrevs av  Meyer 1874. Sphenomorphus jobiensis ingår i släktet Sphenomorphus och familjen skinkar. Inga underarter finns listade i Catalogue of Life.